# Vito Lipari
Vito Lipari (Gibellina, 19 giugno 1938 – Castelvetrano, 13 agosto 1980) è stato un politico italiano, ucciso dalla mafia.

## Biografia
Si formò nell'Azione Cattolica di Castelvetrano (TP), divenendo successivamente dirigente del Consorzio sviluppo industriale di Trapani.
Venne eletto dirigente provinciale della Democrazia Cristiana e fu consigliere comunale per diverse consiliature e sindaco di Castelvetrano dal 1967 al 1968 e successivamente dal 1974 al 1976. Il suo orientamento politico era vicino alle posizioni dell'allora Ministro della Difesa, Attilio Ruffini.
Tornato sindaco dall'ottobre 1978 all'aprile 1979, alle elezioni politiche del 1979 risultò primo dei non eletti alla Camera dei deputati nella lista DC nella circoscrizione Sicilia Occidentale dove, sostenuto dagli esattori Ignazio e Antonino Salvo , ottenne 46 430 preferenze.
Nel luglio del 1980 divenne segretario provinciale della DC trapanese e fu rieletto sindaco di Castelvetrano.

### L'omicidio
Venne assassinato, circa un mese dopo la sua rielezione a sindaco, la mattina del 13 agosto 1980, nel periodo in cui si andava delineando la seconda guerra di mafia per opera dei Corleonesi: dopo essere uscito dalla sua casa a Triscina (frazione marinara di Castelvetrano) diretto in municipio, la sua volkswagen venne affiancata da un'auto da cui esplosero vari colpi di pistola; uno di questi lo colpì alla nuca, risultato fatale.

### Le indagini
Circa tre ore dopo il delitto, due auto sospette vennero fermate da una pattuglia di Carabinieri ad un posto di blocco tra Mazara del Vallo e Campobello di Mazara; a bordo della prima auto, una Renault 30, si trovavano Mariano Agate e Antonino Riserbato, esponenti mafiosi di Mazara del Vallo, mentre nella seconda che seguiva a breve distanza vi erano Nitto Santapaola, capo della Famiglia di Catania, insieme a Francesco Mangion e Rosario Romeo, che vennero tutti arrestati. Nel bagagliaio dell'automobile furono rinvenuti due fucili e munizioni.
Interrogato, Santapaola dichiarò di essere andato a trovare Agate insieme ad alcuni amici per acquistare una partita di cocomeri e pomodori nel trapanese; nessuno dei fermati venne sottoposto a esami balistici, come il guanto di paraffina, poiché Santapaola stesso dichiarò di aver partecipato, il giorno precedente, ad una battuta di caccia a casa di un amico di Catania, giustificando così la presenza dei fucili trovati sull'auto. Il capitano Vincenzo Melito, comandante del nucleo investigativo dei Carabinieri di Trapani, si recò quindi a Catania per verificare gli alibi e al suo ritorno i quattro vennero scarcerati dal magistrato pro tempore. A quattro anni di distanza dai fatti, nel 1984, l'Ufficio istruzione del Tribunale di Marsala emise un mandato di cattura nei confronti di Santapaola e Agate per l'omicidio di Lipari, nonostante il boss catanese fosse latitante da almeno due anni; si ipotizzò che il delitto sarebbe stato un "favore" delle cosche catanesi rappresentate da Santapaola fatto a quelle trapanesi capeggiate da Agate; venne inoltre svelata una parte dei fatti: nell'interrogatorio sarebbe emerso che Santapaola era andato in provincia di Trapani per risolvere dei problemi che aveva l'imprenditore edile catanese Gaetano Graci (l'amico di cui non era stato fatto il nome nel 1980), il quale aveva degli interessi nel trapanese per conto di "personaggi al di sopra di ogni sospetto". Contemporaneamente, il capitano Melito venne arrestato con l'accusa di aver avallato il falso alibi di Santapaola in cambio di interessi economici; condannato in primo grado a due anni per corruzione, venne in seguito assolto poiché il fatto non sussiste dalla Corte d'assise d'appello di Palermo con sentenza confermata in Corte di Cassazione.
Secondo alcune fonti, Lipari sarebbe stato ucciso perché in possesso di documenti che testimoniavano la speculazione edilizia che avvolgeva la ricostruzione della valle del Belìce dopo il terremoto del 1968.

## I processi

### Il primo procedimento

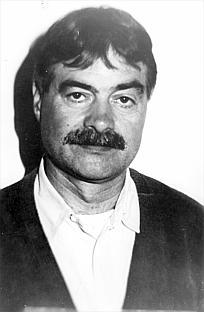
Il boss catanese Benedetto Santapaola, condannato e poi assolto definitivamente come esecutore dell'omicidio Lipari.

Nel 1985 la Corte d'Assise di Trapani condannò all'ergastolo, con una sentenza in primo grado, Nitto Santapaola, Mariano Agate, Francesco Mangion e Rosario Romeo; Antonino Riserbato venne condannato a ventotto anni di reclusione.
Nel maggio 1992, durante lo svolgimento del processo d'appello, fu sentito il nuovo collaboratore di giustizia Vincenzo Calcara, il quale si autoaccusò di aver fatto parte del gruppo di fuoco mafioso che commise l'uccisione di Lipari e rivelò che l'incarico gli sarebbe stato affidato dal consigliere comunale di Castelvetrano Antonino Vaccarino (che diventò sindaco alla morte di Lipari); secondo la versione di Calcara, l'omicidio sarebbe stato deciso durante una cena in un ristorante di Mazara del Vallo, cui avrebbero partecipato Santapaola, Agate, Mangion e lo stesso Vaccarino. Tuttavia i giudici non ritennero credibili tali affermazioni poiché Calcara ritrattò e perciò il 15 luglio 1992 la Corte d'assise d'appello di Palermo, presieduta dal giudice Pasqualino Barreca, assolse Nitto Santapaola, Mariano Agate, Francesco Mangion e Antonino Riserbato "per non aver commesso il fatto". Il verdetto di assoluzione venne confermato nel 1993 in Cassazione.

### L'omicidio Lipari all'interno del processo "Omega"
Nel gennaio 1996, con le dichiarazioni dei collaboratori di giustizia Vincenzo Sinacori e Antonio Patti, e con l'operazione che ne seguì, denominata "Omega", vennero arrestati dai Carabinieri ottanta esponenti mafiosi della provincia di Trapani accusati di circa vent'anni di delitti, compreso l'omicidio del sindaco Lipari, in cui Sinacori e Patti affermavano di aver avuto un ruolo insieme ad un gruppo di fuoco formato da mafiosi di Castelvetrano, Mazara del Vallo e Marsala (Andrea Gancitano, Giovanni Leone, Antonino Nastasi, oltre che con Francesco Craprarotta, Giuseppe Clemente e Francesco Messina, non più processabili in quanto deceduti); in particolare Sinacori dichiarò che Mariano Agate, Nitto Santapaola e gli altri catanesi arrestati quel giorno non c'entravano niente con l'omicidio in quanto si trovavano lì casualmente per incontrare i Minore di Trapani per una questione di appalti.
Nel 1997 si aprì cosi presso l'aula-bunker del carcere di Trapani il maxiprocesso denominato "Omega", il primo grande processo a Cosa Nostra nel trapanese, che trattava settanta tra omicidi e tentati omicidi e conclusosi in primo grado nel 2000 con 33 ergastoli e 15 assoluzioni: per quanto riguarda il delitto Lipari, i giudici scrissero che "deve darsi un giudizio pienamente positivo sull’attendibilità di Antonio Patti e di Vincenzo Sinacori in ordine al delitto" ma "gli imputati in parola debbono essere assolti dai fatti delittuosi in parola per non essere emersa la piena prova che li abbiano commessi" poiché le accuse dei due collaboratori non erano sufficienti ai fini di una condanna dei presunti responsabili.
L'inchiesta non riuscì ad identificare i mandanti dell'omicidio.